# Nombre intouchable
Pour les articles homonymes, voir Intouchable.
En arithmétique, un nombre intouchable est un entier naturel qui ne peut pas être exprimé comme la somme des diviseurs stricts d'un entier quelconque.

## Exemples
- 9 n'est pas intouchable, car 15 a pour diviseurs stricts : 5, 3 et 1 ; or 9 = 1 + 3 + 5.
- 5 est intouchable car la seule somme d'entiers positifs distincts incluant 1 et égale à 5 est 1 + 4, or tout nombre divisible par 4 est aussi divisible par 2.
- Les nombres intouchables inférieurs à 250[1] sont 2, 5, 52, 88, 96, 120, 124, 146, 162, 188, 206, 210, 216, 238, 246 et 248.

## Propriétés
Paul Erdős a prouvé qu'il existe une infinité de nombres intouchables.
On suppose que 5 est le seul nombre intouchable impair, mais cette conjecture n'a pas été démontrée. Si elle est vraie alors 2 et 5 sont les seuls nombres premiers intouchables.
Aucun nombre parfait n'est intouchable, puisque ces nombres sont ceux égaux à la somme de leurs propres diviseurs stricts.